# Pantophaea oneili
Pantophaea oneili là một loài bướm đêm thuộc họ Sphingidae. Loài này có ở Zimbabwe.